# Doreen Keogh
Doreen Keogh (Dublin, 5 februari 1926 - County Kilkenny, 31 december 2017) was een Iers actrice, die veelal in Britse producties verscheen. Tussen 1960 en 1975 speelde ze Concepta Hewitt in Coronation Street. Ook is Keogh bekend als Mary Carroll (de buurvrouw van Jim en Barbara) in de comedyserie The Royle Family. Verder speelde ze in vele films, waaronder in A Love Divided, The Honeymooners en The Wednesdays. Keogh was ook actief in het theater.
Ze werd 91 jaar.

## Filmografie
- The Men from Room 13 Televisieserie - Miss Manifold (Afl. The Man Who Stole Cameos: Part 2, 1959)
- Zoo Baby (1960) - Rol onbekend
- ITV Television Playhouse Televisieserie - Molly Squires (Afl. The Bush and the Tree, 1960)
- Crossroads Televisieserie - Mrs. Candour (Afl. onbekend, 1964)
- The Christmas Tree (1966) - Moeder
- Two a Penny (1967) - Mary
- Darling Lili (1970) - Emma
- Play for Today Televisieserie - Moeder (Afl. Taking Leave, 1974)
- Z Cars Televisieserie - Miss Harper (Afl. Old Bones, 1974)
- Play for Today Televisieserie - Dubliner (Afl. Fugitive, 1974)
- Coronation Street Televisieserie - Concepta Riley (29 afl., 1960-1975)
- Blue Money (Televisiefilm, 1982) - Mrs. Gormley
- To the Lighthouse (Televisiefilm, 1983) - Mrs. Truscott
- Play for Today Televisieserie - Rol onbekend (Afl. The Cry, 1984|It Could Happen to Anybody, 1984)
- Minder Televisieserie - Mrs. Lynch (Afl. Rocky Eight and a Half, 1984)
- Hot Metal Televisieserie - Mrs. Beatty (Afl. Beyond the Infinite, 1986|Casting the Runes, 1986)
- Lamb (1986) - Huurbazin goedkoop hotel
- Fair City Televisieserie - Mary O'Hanlon (Afl. onbekend, 1988)
- Joyriders (1989) - Non
- The Real Charlotte (Mini-serie, 1991) - Mrs. Beatty
- Rides Televisieserie - Rol onbekend (Episode 2.5, 1993)
- Widows' Peak (1994) - Mrs. Buckley
- The Old Curiosity Shop (Televisiefilm, 1995) - Mrs. George
- Pie in the Sky Televisieserie - Ma Kelly (Afl. Irish Stew, 1996)
- Some Mother's Son (1996) - Mother Superior
- Father Ted Televisieserie - Mrs. Dineen (Afl. The Mainland, 1998|Escape from Victory, 1998)
- Crossmaheart (1998) - Mrs. Hardy
- Her Own Rules (Televisiefilm, 1998) - Mrs. Banks
- Patterns (19989) - Mrs. O'Brien
- A Love Divided (1999) - Lucy Knipe
- Agnes Browne (1999) - Non in mortuarium
- Ballykissangel Televisieserie - Imelda Egan (7 afl., 1997-1999)
- The Closer You Get (2000) - Mrs. Giovanni
- David Copperfield (Televisiefilm, 2000) - Mrs. Heep
- Perfect (Televisiefilm, 2001) - Nancy
- Cold Feet Televisieserie - Audrey Gifford (Episode 1.4, 1998|Episode 3.1, 2000|Episode 4.4, 2001)
- Mystics (2002) - Lily
- Pulling Moves Televisieserie - Wardrobe's ma (Afl. Claimitis, 2004)
- Holby City Televisieserie - Edie Veale (Afl. Striking a Chord, 2004)
- Boy eats Girl (2005) - Mrs. Brumble
- The Honeymooners (2005) - Miss Celestine
- Breakfast on Pluto (2005) - Winkelier
- The Clinic Televisieserie - Mrs. Clarke (Episode 3.10, 2005)
- Pride and Joy (2006) - Hannah O'Brien
- The Royle Family Televisieserie - Mary Carroll (9 afl., 1998-2000, 2006)
- The Wednesdays (2007) - Mrs. O